# NGC 2600
NGC 2600 is een spiraalvormig sterrenstelsel in het sterrenbeeld Grote Beer. Het hemelobject werd op 7 maart 1886 ontdekt door de Franse astronoom Guillaume Bigourdan.

## Synoniemen
- UGC 4475
- MCG 9-14-68
- ZWG 263.55
- PGC 24082